# Diplurer
Diplurer (Diplura) er en orden af leddyr med ca. 800 arter. De er typisk mindre end 6 mm lange.

## Klassifikation
Orden Diplurer Diplura
- Familie: Campodeidae
- Familie: Procampodeidae
- Familie: Projapygidae
- Familie: Anajapygidae
- Familie: Japygider Japygidae
- Familie: Heterojapygidae
- Familie: Dinjapygidae
- Familie: Parajapygidae